# Louis Pierre Vieillot
Louis Pierre Vieillot (n. 10 mai 1748, Yvetot, communauté de communes Yvetot Normandie⁠(d), Franța – d. 24 august 1830, Sotteville-lès-Rouen, Haute-Normandie, Franța) a fost un ornitolog francez.
Vieillot este autorul primelor descrieri științifice și atribuiri de nume binomiale multor păsări, printre care se numără speciile colectate din Indiile Occidentale și America de Nord. Cel puțin 26 din genurile create de Vieillot sunt încă în uz. A fost unul dintre primii ornitologi care a studiat păsările vii.

## Lucrări
- Histoire naturelle des plus beaux oiseaux chanteurs de la zone torride. Dufour, Paris 1805.
- Histoire naturelle des oiseaux de l'Amérique septentrionale. Desray, Paris 1807–1808.
- Analyse d'une nouvelle ornithologie élémentaire. d'Éterville, Paris 1816.
- Mémoire pour servir à l'histoire des oiseaux d'Europe. Turin 1816.
- Ornithologie. Lanoe, Paris 1818.
- Faune française ou Histoire naturelle, générale et particulière des animaux qui se trouvent en France. Le Vrault & Rapet, Paris, Strasbourg, Bruxelles, 1820–1830.
- La galerie des oiseaux du cabinet d'histoire naturelle du jardin du roi. Aillard & Constant-Chantpie, Paris 1822–1825.
- Ornithologie française ou Histoire naturelle, générale et particulière des oiseaux de France. Pelicier, Paris 1830.